# Wilhelm Heyd
Wilhelm (von) Heyd, född 23 oktober 1823 i Markgröningen, Württemberg, död 19 februari 1906 i Stuttgart, Württemberg, var en tysk historiker.
Heyd, som var son till prästen Ludwig Friedrich Heyd, var en tid själv präst och därefter 1873–1897 överbibliotekarie vid kungliga biblioteket i Stuttgart, vars historiska handskrifter han beskrev i två band (1890). Han utgav även en Bibliographie der württembergischen Geschichte (två band, 1895–1896). Betydelsefullt är hans huvudarbete, Geschichte des Levantehandels im Mittelalter (två band, 1879), till vilken monografin Die große Ravensburger Gesellschaft (1890) ansluter sig.